# Округ Лучењец
Округ Лучењец (слч. Okres Lučenec) округ је у Банскобистричком крају, у Словачкој Републици. Административно средиште округа је град Лучењец.

## Географија
Налази се у јужном дијелу Банскобистричког краја.
Граничи:
- на сјеверу је Округ Дјетва,
- источно Округ Полтар и Округ Римавска Собота,
- западно Округ Вељки Кртиш,
- јужно Мађарска.

Клима је умјерено континентална.

## Становништво
| Година:    | 1994.  | 2004.   | 2014.   | 2024.   |
| ---------- | ------ | ------- | ------- | ------- |
| Број људи: | 73 470 | 73 287  | 74 401  | 68 623  |
| Разлика:   |        | -0,24 % | +1,52 % | -7,76 % |

| Година:    | 2023.  | 2024.   |
| ---------- | ------ | ------- |
| Број људи: | 69 018 | 68 623  |
| Разлика:   |        | -0,57 % |

Према подацима о броју становника из 2011. године округ је имао 74.844 становника. Словаци чине 60,51% становништва.
| Етнички састав (2011)‍ | Етнички састав (2011)‍ | Етнички састав (2011)‍ | Етнички састав (2011)‍ | Етнички састав (2011)‍ |
| --------------------- | --------------------- | --------------------- | --------------------- | --------------------- |
|                       |                       |                       |                       |                       |
| Словаци               | Словаци               |                       | 0                     | 60,51%                |
| Мађари                | Мађари                |                       | 0                     | 23,16%                |
| Роми                  | Роми                  |                       | 0                     | 2,80%                 |
| остали, непознато     | остали, непознато     |                       | 0                     | 13,53%                |

## Насеља
У округу се налази два града и 55 насељених мјеста. Градови су Лучењец и Фиљаково.